# You Used to Love Me
You Used to Love Me is een nummer van de Amerikaanse zangeres Faith Evans uit 1995. Het is de eerste single van haar debuutalbum Faith.
"You Used to Love Me" werd vooral in de Verenigde Staten een hit. Het bereikte de 24e positie in de Amerikaanse Billboard Hot 100. Ook in het Verenigd Koninkrijk werd het een bescheiden hit. In het Nederlandse taalgebied bereikte het nummer daarentegen geen hitlijsten.